# Uncești, Vaslui
Uncești este un sat în comuna Zăpodeni din județul Vaslui, Moldova, România. Se află în partea de nord a județului,  în Podișul Central Moldovenesc. La recensământul din 2002 avea o populație de 228 locuitori.

## Personalități
- Constantin Antip (1925 - 2011), jurnalist și general român